# Placówka Straży Celnej „Nakło”

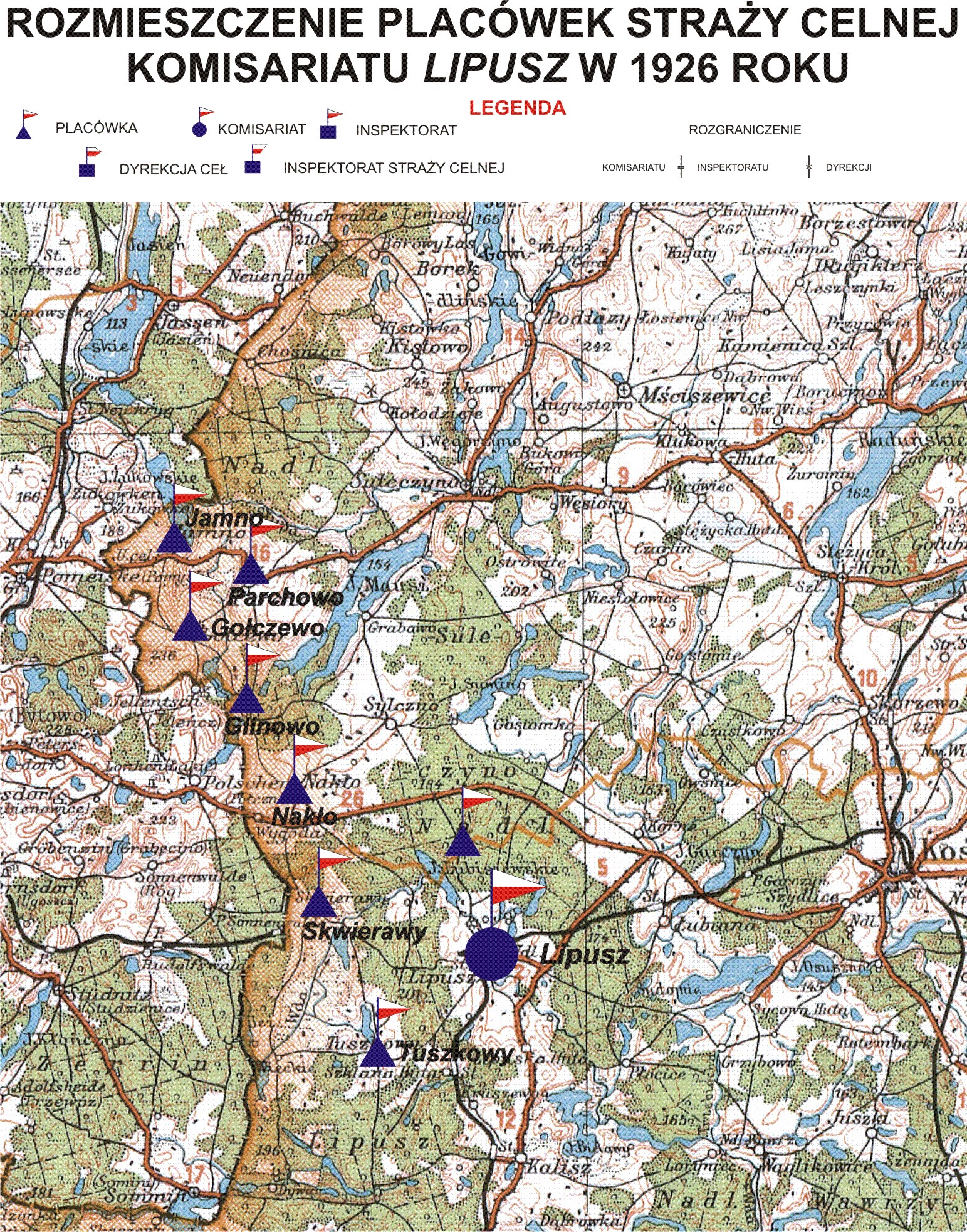
Rozmieszczenie placówek Straży Celnej Komisariatu Lipusz

Placówka Straży Celnej „Nakło” – jednostka organizacyjna Straży Celnej pełniąca w okresie międzywojennym służbę ochronną na granicy polsko-niemieckiej.

## Formowanie i zmiany organizacyjne
Na wniosek Ministerstwa Skarbu, uchwałą z 10 marca 1920 roku, powołano do życia Straż Celną. Od połowy 1921 roku jednostki Straży Celnej rozpoczęły przejmowanie odcinków granicy od pododdziałów Batalionów Celnych. Proces tworzenia Straży Celnej trwał do końca 1922 roku. Placówka Straży Celnej „Nakło” weszła w podporządkowanie komisariatu Straży Celnej „Lipusz” z Inspektoratu SC „Kościerzyna”.
W drugiej połowie 1927 roku przystąpiono do gruntownej reorganizacji Straży Celnej. W praktyce skutkowało to rozwiązaniem tej formacji granicznej. Ochronę północnej, zachodniej i południowej granicy państwa przejęła powołana z dniem 2 kwietnia 1928 roku Straż Graniczna.
Rozkazem nr 2 z 19 kwietnia 1928 roku w sprawie organizacji Pomorskiego Inspektoratu Okręgowego dowódca Straży Granicznej gen. bryg. Stefan Pasławski powołał komisariat Straży Granicznej „Lipusz”, a rozkazem nr 12 z 10 stycznia 1930 roku  w sprawie reorganizacji Pomorskiego Inspektoratu Okręgowego dowódca Straży Granicznej płk Jan Jur-Gorzechowski ustanowił placówkę Straży Granicznej I linii „Nakło”.

## Funkcjonariusze placówki
Kierownicy placówki
| stopień    | imię i nazwisko, numer      | okres pełnienia służby | kolejne stanowisko |
| ---------- | --------------------------- | ---------------------- | ------------------ |
| przodownik | Kazimierz Wróblewski (2115) | był w 1926             |                    |

Obsada personalna placówki w 1926:
- przodownik Kazimierz Wróblewski (2115)
- starszy strażnik Jan Kubiak (1889)
- strażnik Teodor Wolski (2118)
- strażnik Roman Marczewski (1927)
- strażnik Stanisław Lis (1902)
- strażnik Stanisław Skowroński (3075)
- strażnik Stefan Wartel (3105)
- strażnik Stanisław Nadolny (2012)
- strażnik Józef Czerniak (344)

## Uwagi

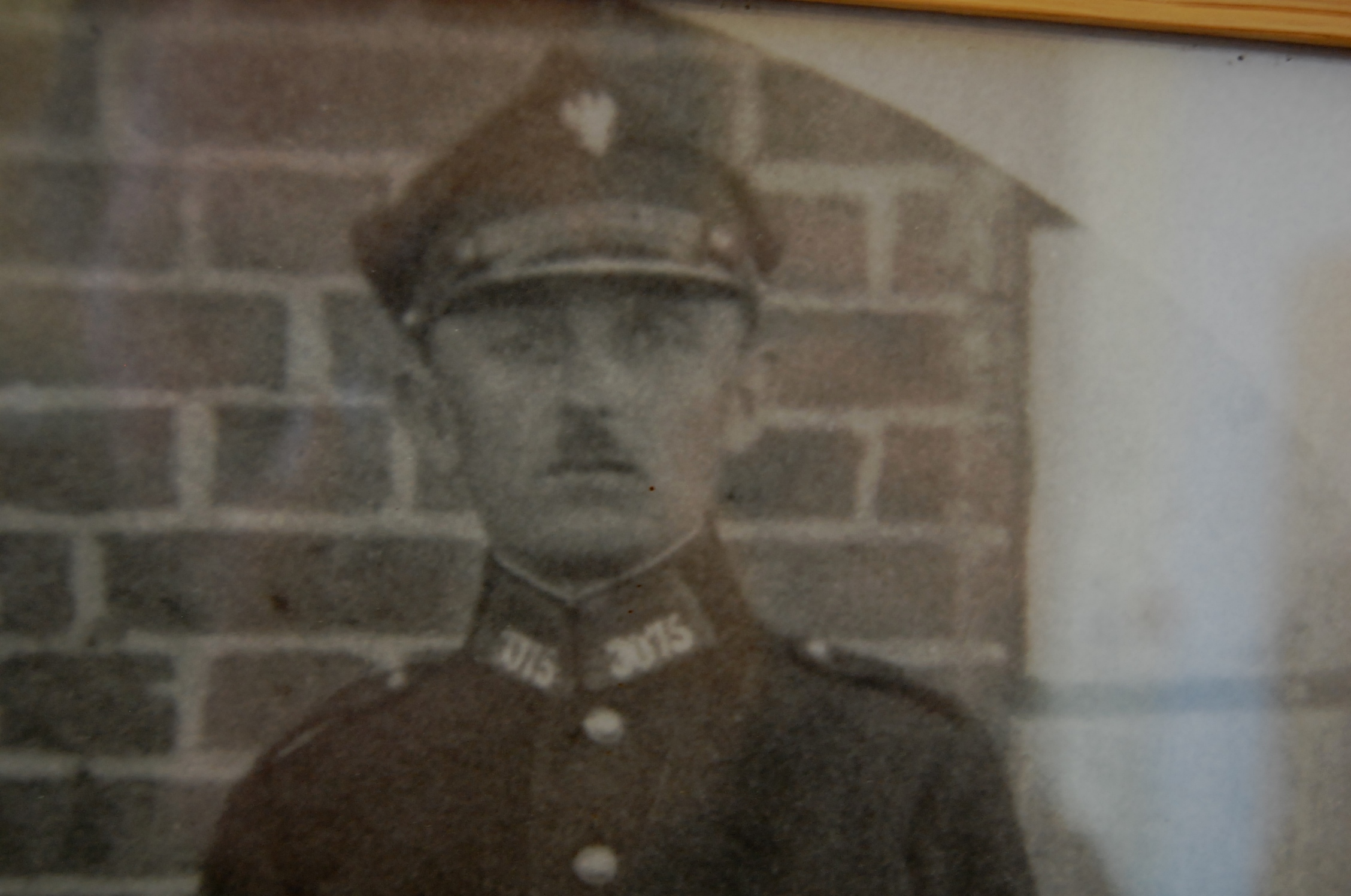
Stanisław Skowroński 3075 strażnik Straży Celnej (placówka Nakło)